# El bandoler Josey Wales
El bandoler Josey Wales (títol original en anglès: The Outlaw Josey Wales) és una pel·lícula de western revisionista de 1976, ambientada a la fi de la Guerra Civil estatunidenca. És protagonitzat per Clint Eastwood (Josey Wales), Chief Dan George, Sondra Locke, Bill McKinney, John Vernon, Paula Trueman, Sam Bottoms, Geraldine Keams, John Russell, Woodrow Parfrey, Joyce Jameson, Sheb Wooley, i Royal Dano.
Es tracta d'una adaptació feta per Sonia Chernus i Philip Kaufman sobre la novel·la Gone to Texas de Forrest Carter. La pel·lícula va ser doblada al català.

## Argument
L'acció està localitzada al 23 de setembre de 1861, als fets d'Osceola, una escaramussa de la Guerra Civil dels Estats Units.
Josey Wales (Eastwood), un pacífic granger de Missouri, cerca la venjança després la brutal mort de la seua família a mans d'una guerrilla del bàndol unionista. Josey s'uneix a una guerrilla formada de caràcter confederat, dirigit per Bloody Anderson. A la fi de la guerra, les guerrilles intenten rendir-se, però són traïdes i executades pels Redlegs, els assassins de la família de Wales i ara part de l'exèrcit regular ianqui.
Wales, que s'havia negat a rendir-se, comença una vida a la fuga, perserguit per la Unió i els caçadors de recompenses, mentre encara busca venjança i un nou començament a Texas. Al llarg del camí, tot i les seues maneres solitàries, reuneix al seu voltant un grup de blancs i indis: una dona ianqui anciana de Kansas i la seva neta, rescatada d'una banda de comanxes, un home indi vell astut i una dona índia jove.
Posteriorment, Josey i els seus companys s'acorralen en un ranxo enfortit per resistir atacs indis. Reben l'atac de Redlegs, però resisteixen fins a fer fugir els atacants. Josey Wales persegueix al seu líder, tanmateix, quan l'atrapa, les seves pistoles són buides. Finalment, després de travessar vint-i-quatre cambres l'apunyala amb la seva pròpia espasa de cavalleria, una sortida de l'estil Eastwood habitual d'abatre el canalla principal.
És notable l'apunt que, encara que el ranxo s'enforteix contra indis, i Wales passa un temps considerable tot advertint els seus companys com lluitar contra un esperat atac Comentxe, Wales acaba negociant la pau amb el cap indi Ten Bears. En canvi s'enfronta amb els Redlegs, argument pel qual aquesta pel·lícula es pot considerar revisionista.
La història de Josey Wales està basada en la vida d'un famós guerrillera anomenat Bill Wilson, que s'ha convertit en un heroi llegendari en els comtats de Phelps i Maries, a Missouri. Durant la Guerra Civil, els habitants d'aquestes terres van prendre part per un o altres bàndol, però, Wilson es va mantindre neutral, fins que la seua família va ser assassinada per uns soldats unionistes, a la seua granja de Corn Creek, prop d'Edgar Springs, Missouri. Bill Wilson, arran dels fets, va perseguir els matons fins a trobar la seua venjança. En la seua aventura, es va convertir en un fora de la llei. Mr. Wilson és un malnom de Josey Wales a la pel·lícula, possiblement es tracta d'un homenatge argumental cap a la figura històrica de Bill Wilson.